# Ozan Baris
Ozan Baris (ur. 31 marca 2004 w Kalamazoo) – amerykański tenisista.

## Kariera tenisowa
W 2021 zadebiutował w cyklu ITF Men’s Circuit.
Startując w rozgrywkach juniorów, Ozan Baris w 2022 roku zwyciężył w US Open w grze podwójnej chłopców grając w parze z Nisheshem Basavareddym. W finałowym meczu pokonali Boliwijczyka Juana Carlosa Prado Ángelo i Szwajcara Dylana Dietricha.
W rankingu gry pojedynczej najwyżej był na 1192. miejscu (30 stycznia 2023), a w zestawieniu gry podwójnej na 1232. pozycji (8 sierpnia 2022).

### Finały juniorskich turniejów wielkoszlemowych

#### Gra podwójna (1–0)
| Końcowy wynik | Nr | Data             | Turniej            | Nawierzchnia | Partner             | Przeciwnicy                             | Wynik finału |
| ------------- | -- | ---------------- | ------------------ | ------------ | ------------------- | --------------------------------------- | ------------ |
| Zwycięzca     | 1. | 10 września 2022 | US Open, Nowy Jork | Twarda       | Nishesh Basavareddy | Dylan Dietrich Juan Carlos Prado Ángelo | 6:1, 6:1     |